# Azúrlepke
Az azúrlepke (Morpho peleides) a rovarok (Insecta) osztályának lepkék (Lepidoptera) rendjébe, ezen belül a tarkalepkefélék (Nymphalidae) családjába tartozó faj.

## Előfordulása
Elsősorban Közép- és Dél-Amerika sűrű trópusi esőerdeiben, 1800 méterrel a tengerszint felett él Mexikótól Brazíliáig, Észak-Argentínáig és Paraguayig. A leggyakrabban az Amazonas-medencében fordul elő.
Egyes entomológusok a Morpho helenor (Cramer, 1776) nevű lepke alfajának tekintik.

## Megjelenése
Szárnyának fesztávolsága 7,5–20 centiméter. A kibontott szárny színe (amint erre a lepke neve is utal) az esőcseppekhez hasonlóan tükrözi vissza a fényt, fonáka pedig barna mintázatú, tehát összecsukott szárnyakkal a talaj hátterébe olvad bele.

## Életmódja
A hím a fák koronái között repked, a nőstény inkább a földön tartózkodik. A hernyó növényi anyagokat eszik, az ivarérett állat rothadó gyümölcsökkel és azok levével táplálkozik.
A hernyó tápnövényei a következők: a pillangósvirágúak (Fabaceae) (földimogyoró (Arachis hypogaea), Dioclea wilsonii, Inga, Lonchocarpus, Machaerium cobanense, Machaerium salvadorense, Machaerium seemannii, takarmánylucerna (Medicago sativa), Mucuna mutisiana, Pithecellobium, Pterocarpus rohrii, Mucuna urens) és a szivarfafélék (Bignoniaceae) (Paragonia pyramidata).
Táplálékhiányában egyes hernyók kannibalizmushoz folyamodnak.

## Szaporodása
Egész évben szaporodóképes. Félgömb alakú, néha csíkos petéit egyesével rakja le. A petéből 90–120 nap alatt válik ivarérett lepkévé.

## Képek

az imágó felülről
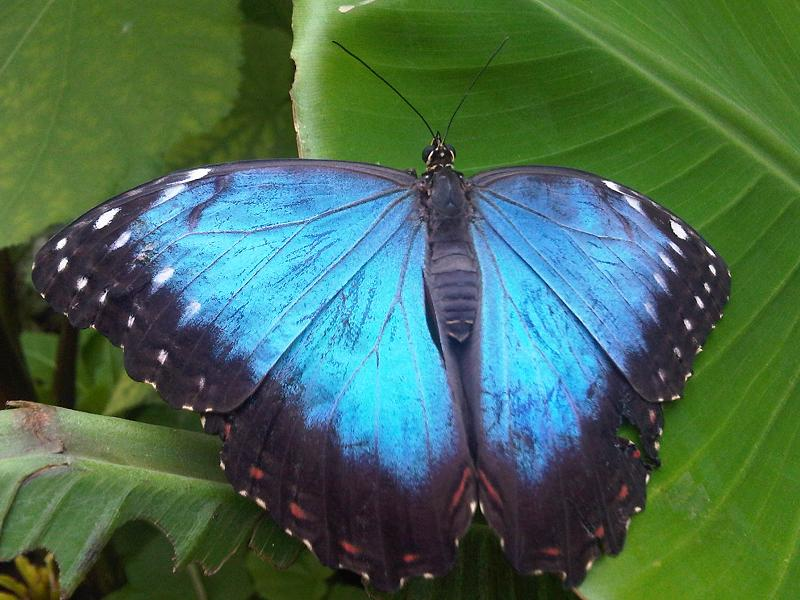
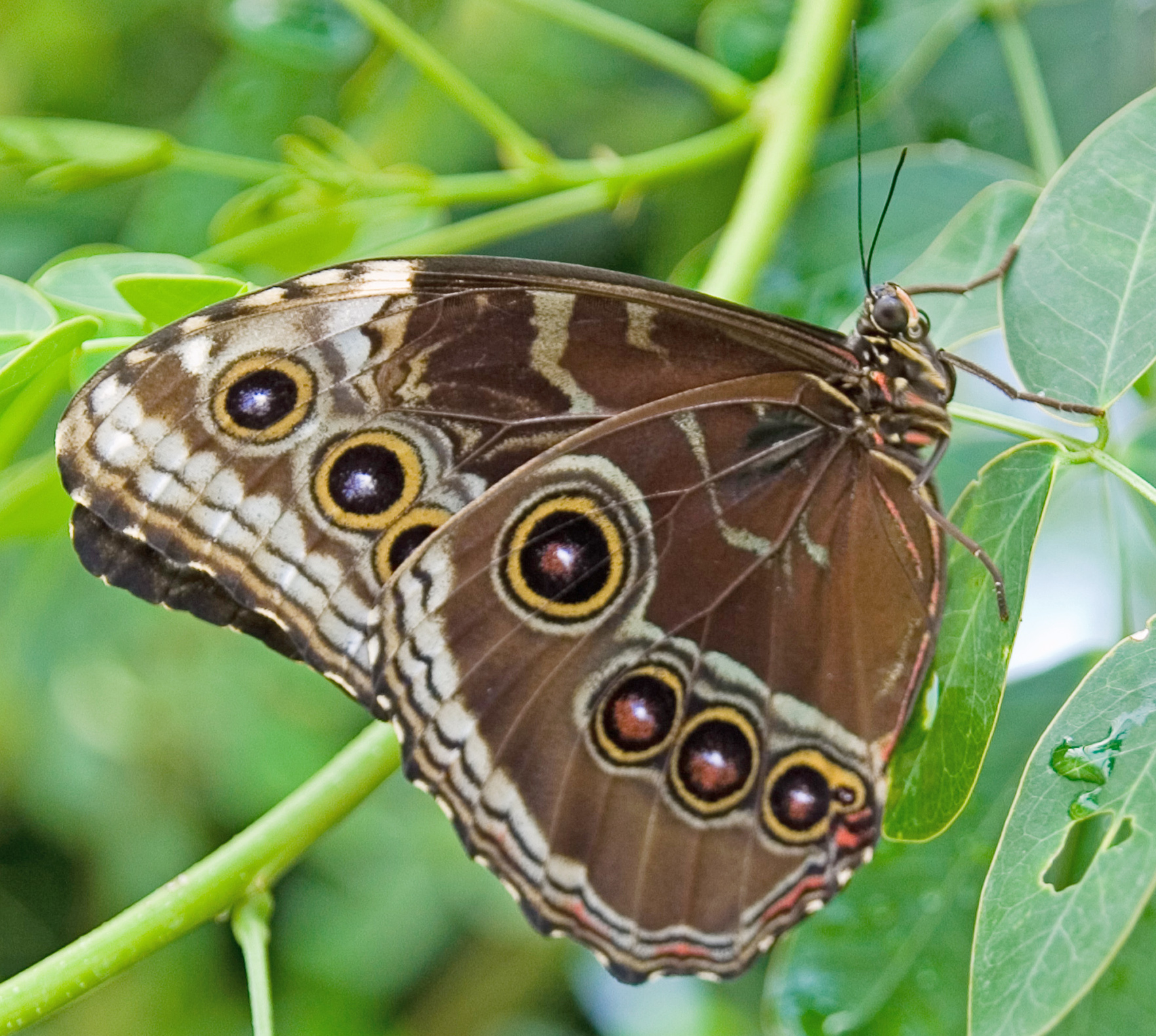
és alulról,
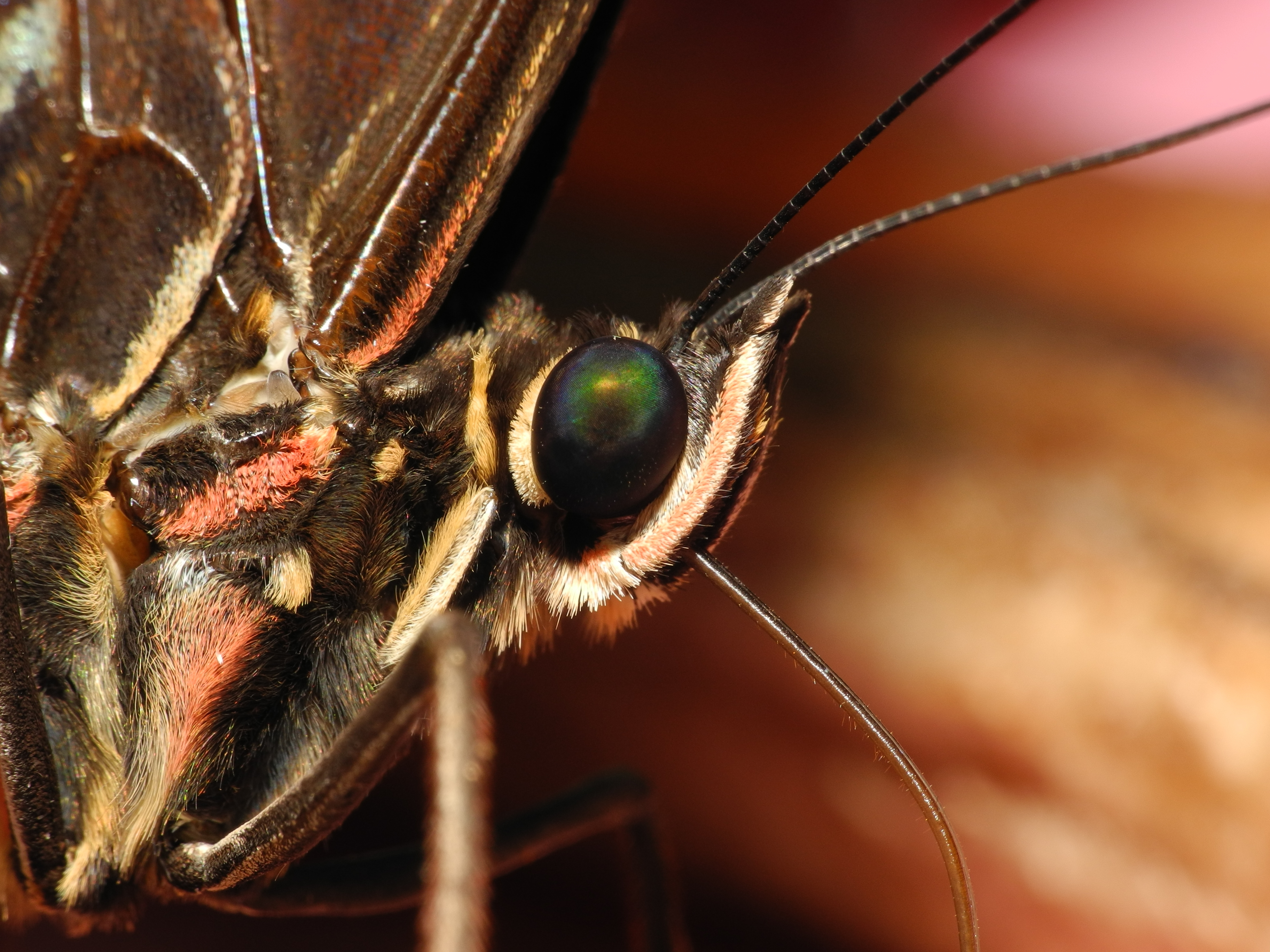
valamint közelről
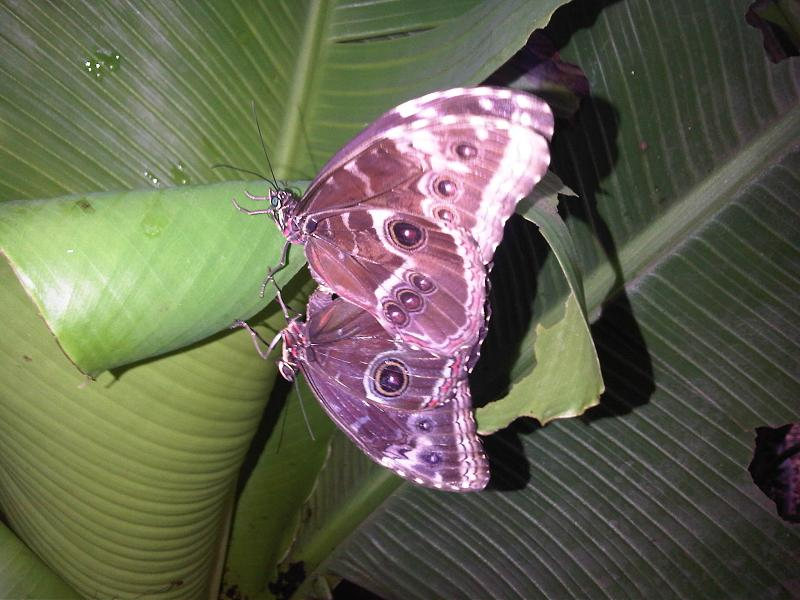
párzás közben
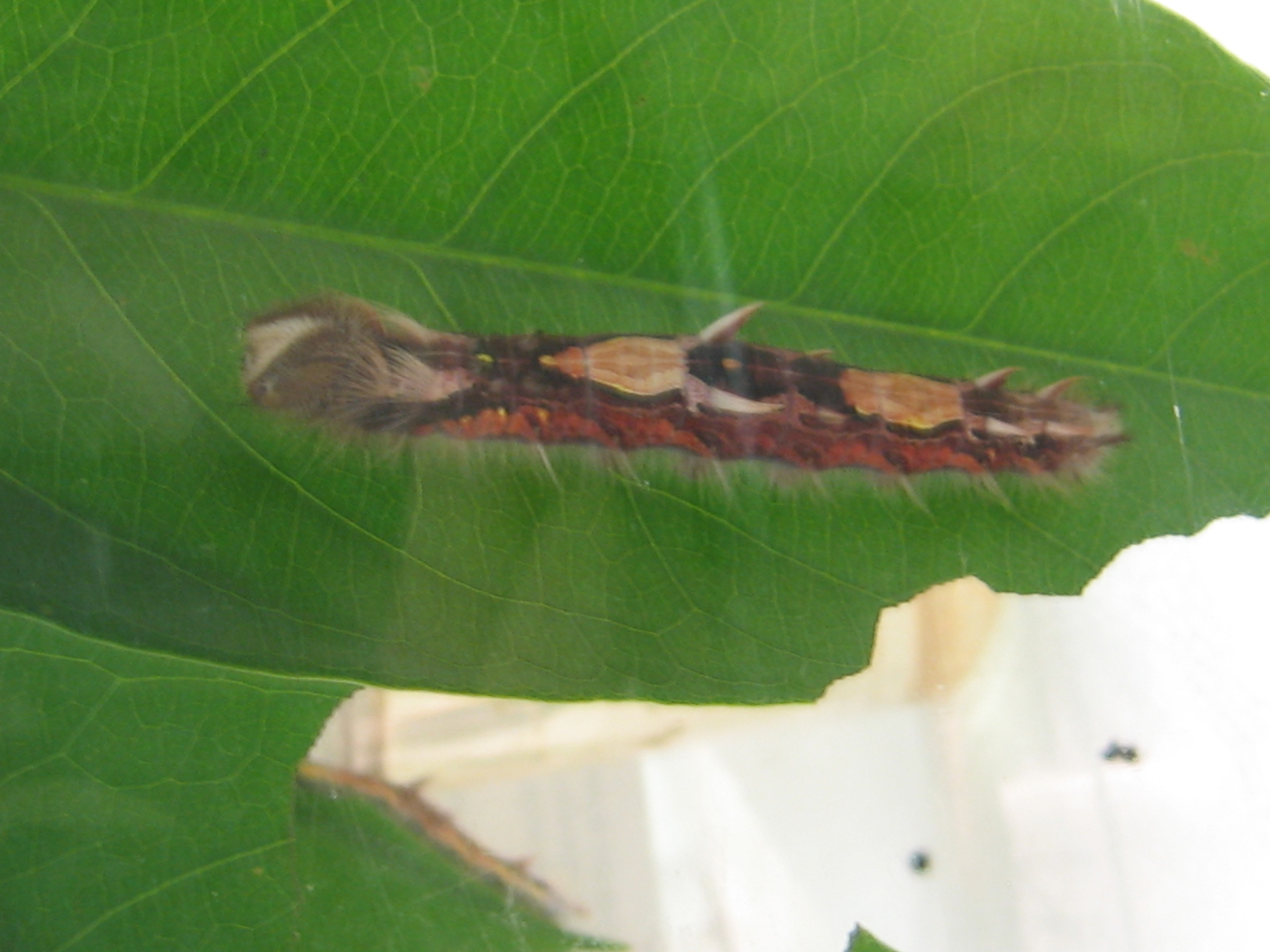
a hernyó
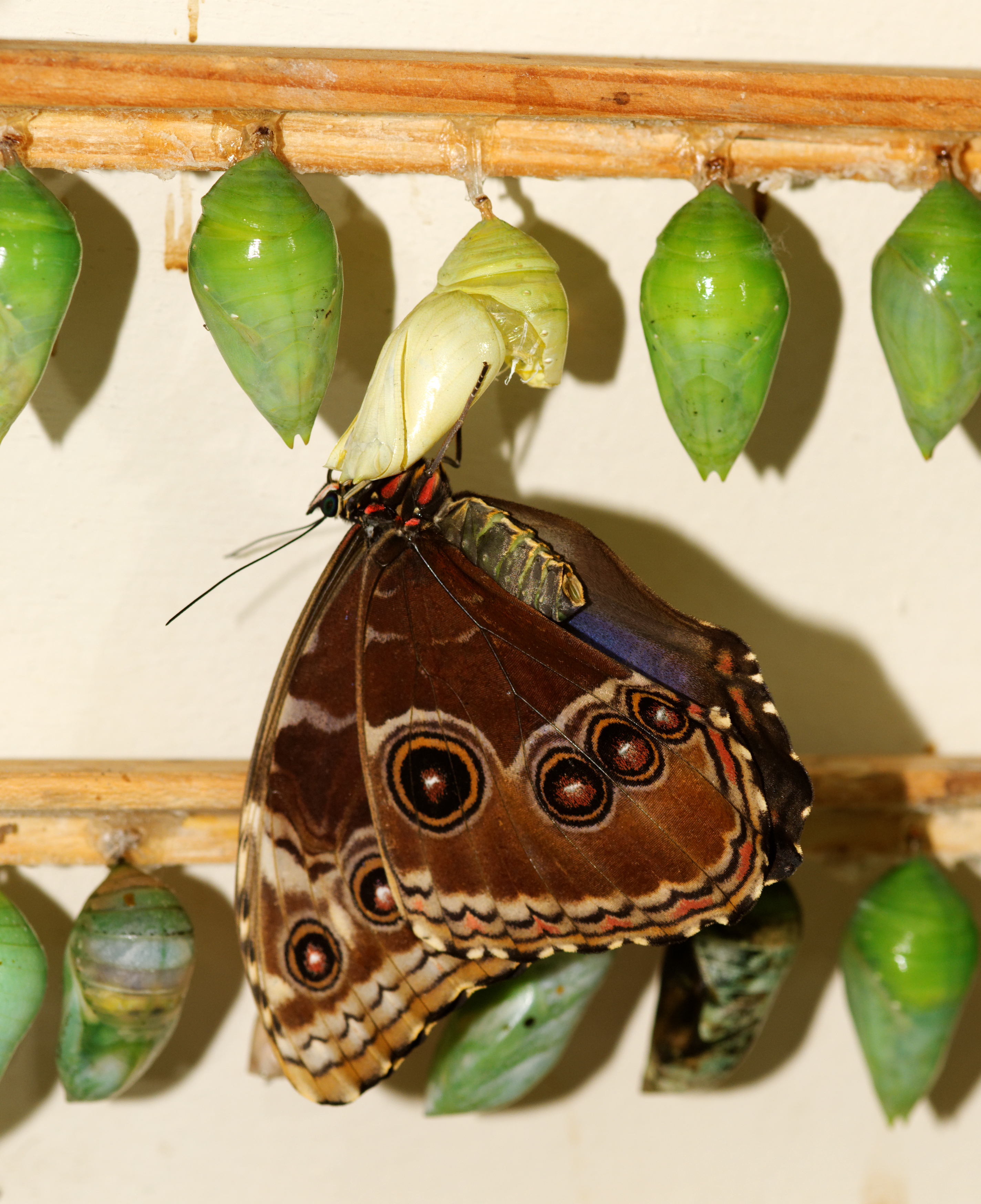
lepke és bábok
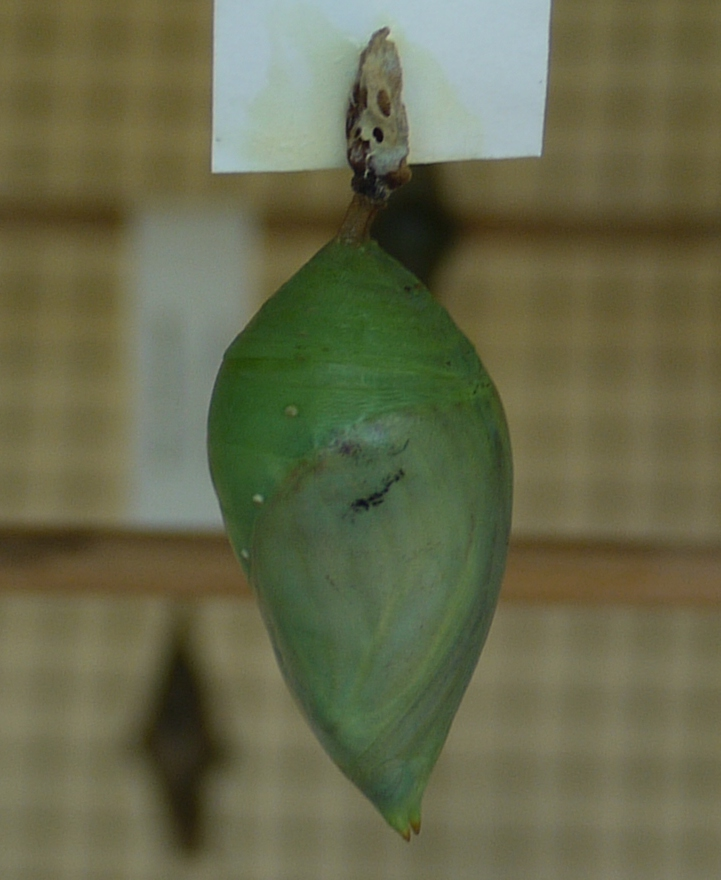
báb

### Fordítás
- Ez a szócikk részben vagy egészben  a   Morpho peleides című angol Wikipédia-szócikk ezen változatának fordításán alapul.  Az eredeti cikk szerkesztőit annak laptörténete sorolja fel. Ez a jelzés csupán a megfogalmazás eredetét és a szerzői jogokat jelzi, nem szolgál a cikkben szereplő információk forrásmegjelöléseként.